# Parti de la rencontre nationale
Le Parti de la rencontre nationale (en espagnol : Partido Encuentro Nacional ; abrégé PEN) est un parti politique paraguayen. Dans ses premières années, il est ouvertement de tendance social-démocrate, bien qu'il évolue par la suite vers des visions plus pragmatiques.
Pour l'élection présidentielle du 20 avril 2008, le PEN soutient la candidature de Fernando Lugo.
Le parti fait actuellement partie de l'Alliance de la rencontre nationale qui présente des candidatures aux législatives pour les élections générales paraguayennes de 2023.

## Idéologie
Le Parti de la rencontre nationale travaille à la construction d'un État social et démocratique de droit, et au développement économique, social et culturel pour tous les Paraguayens. Structurellement, il est défini comme de centre gauche.

## Histoire

### De 1991 à 2008
Le parti d'abord fondé sous le nom de Mouvement de la rencontre nationale (Movimiento Encuentro Nacional) en 1991 par Guillermo Caballero Vargas dans le but de :
« Offrir au pays les meilleurs hommes et femmes, les plus qualifiés, honnêtes, ceux qui veulent vraiment construire une république fondée sur la justice sociale et l'État de droit. »
Lors des élections générales de 1993, le mouvement se présente avec le ticket Guillermo Caballero Vargas – María Victoria Brusquetti, en alliance avec le Parti révolutionnaire fébrériste, le mouvement Asuncion pour tous, et le Parti démocrate-chrétien. La coalition obtient 23,14 % des suffrages pour la présidentielles et 17,30 % pour les sénatoriales, elle parvient à placer 9 sièges à la Chambre des députés et 1 gouverneur départemental à l'intérieur du pays.
En 1996, pour les élections municipales, le PEN s'allie au Parti libéral radical authentique (PLRA) et présente Martín Burt comme candidat à la mairie d'Asuncion, qui remporte les élections.
Pour les élections générales de 1998, un accord politique est également conclu avec le PLRA, en présentant comme candidat à la présidence Domingo Laíno (es) (PLRA) et Carlos Filizzola (es) (PEN) comme vice-président. Malgré la défaite, le duo se classé deuxième, et réussi à obtenir un nombre important de sénateurs et de députés.
En 1999, après la crise politique dit du « Mars paraguayen (es) », le PEN participe au gouvernement d'union nationale, où d'importantes figures du parti sont passées pour former le cabinet de Luis Ángel González Macchi, parmi lesquelles :
- Guillermo Caballero Vargas (Conseiller économique) ;
- Silvio Ferreira (Ministre de la Justice et du Travail) ;
- Euclides Acevedo (Ministre de l'Industrie et du Commerce).

Le départ du PLRA du gouvernement d'unité nationale en 2000 laisse le PEN dans la situation inconfortable d'être le seul parti à soutenir le gouvernement de González Macchi, qui perd alors déjà sa crédibilité en raison de problèmes de corruption et de la crise économique.
La situation s'aggrave lorsqu'un mouvement dirigé par Carlos Filizzola décide de quitter le parti et de former le Partido País Solidario (PPS). Pour la période 2003-2008, le PEN ne compte qu'un seul membre au congrès paraguayen : Emilio Camacho.

### De 2008 à aujourd’hui
Pour les élections générales du 20 avril 2008, le PEN soutient la candidature de Fernando Lugo.
Dans la période 2008-2013, le parti compte un gouverneur (Boquerón), 6 conseillers départementaux, et pour la période municipale 2010-2015, il détient deux municipalités, Teniente Primero Manuel Irala Fernández (es) (Presidente Hayes) ; et celle de Fram (es) (Itapúa), ainsi que 58 conseillers municipaux.
Pour les élections générales de 2013, le PEN s'éloigne du Front Guasú et rejoint l'Alliance Paraguay Alegre, dirigée par le Parti libéral radical authentique, ainsi que le Parti démocrate progressiste (PDP) et le Parti social-démocrate (PSD), soutenant la candidature d'Efraín Alegre à la présidence de la république. Le PEN obtient deux députés et un sénateur à l'issue des élections.
Lors des élections général de 2018, il manifeste une nouvelle fois son soutien à l'alliance d'opposition dirigée par Alegre, la Grande alliance nationale pour le renouveau (es) (GANAR), qui présente à cette occasion Leo Rubín (FG) comme son colistier pour l'élection présidentielle. Le parti obtient deux députés pour la période 2018-2023, qui sont : Kattya González et Norma Camacho.
Pour les élections générales paraguayennes de 2023, Kattya González présente sa candidature à la présidence du Paraguay dans le cadre de la Coalition nationale pour un nouveau Paraguay (es). Au niveau législatif, le PEN se présente aux côtés du Parti politique Agissons du sénateur Patrick Kemper et du mouvement Despertar de la colistière d'Alegre à la présidentielle Soledad Núñez, dans une coalition appelée Alliance de la rencontre nationale.

## Liste des présidents
| Mandat (années) | Nom                        |
| --------------- | -------------------------- |
| 1991-1996       | Guillermo Caballero Vargas |
| 1996-1999       | Carlos Filizzola           |
| 1999-2002       | Euclides Acevedo           |
| 2002-2003       | Diego Abente Brun          |
| 2003            | Secundino Nuñez            |
| 2003-2006       | Luis Torales Kennedy       |
| 2006-2008       | Emilio Camacho Paredes     |
| 2008-2009       | José Burró                 |
| 2009-actualidad | Fernando Camacho Paredes   |

## Résultats électoraux

### Élections présidentielles
| Année | Candidat                     | Voix      | %     | Rang | Élu     |
| ----- | ---------------------------- | --------- | ----- | ---- | ------- |
| 1993  | Guillermo Caballero Vargas   | 262 407   | 24,39 | 3e   | Pas élu |
| 1998  | Soutien Domingo Laíno (PLRA) | 703 379   | 43,88 | 2e   | Pas élu |
| 2003  | Diego Abente Brun            | 8 745     | 0,58  | 5e   | Pas élu |
| 2008  | Soutien Fernando Lugo (PDC)  | 766 502   | 42,40 | 1er  | Élu     |
| 2013  | Soutien Efraín Alegre (PLRA) | 889 451   | 39,05 | 2e   | Pas élu |
| 2018  | Soutien Efraín Alegre (PLRA) | 1 110 464 | 45,08 | 2e   | Pas élu |
| 2023  | Soutien Efraín Alegre (PLRA) | 830 302   | 28,25 | 2e   | Pas élu |

### Élections législatives
| Année | Voix                              | %                                 | Rang                              | Sièges  |
| ----- | --------------------------------- | --------------------------------- | --------------------------------- | ------- |
| 1993  | 199 053                           | 17,7                              | 3e                                | 9 / 80  |
| 1998  | Membre de l'Alliance démocratique | Membre de l'Alliance démocratique | Membre de l'Alliance démocratique | 35 / 80 |
| 2003  | 39 372                            | 2,67                              | 6e                                | 0 / 80  |
| 2008  | 14 227                            | 0,80                              | 9e                                | 0 / 80  |
| 2013  | 108 662                           | 4,84                              | 5e                                | 2 / 80  |
| 2018  | 75 514                            | 3,18                              | 6e                                | 2 / 80  |
| 2023  | 81 843                            | 2,88                              | 5e                                | 2 / 80  |

### Élections sénatoriales
| Année | Voix                              | %                                 | Rang                              | Sièges  |
| ----- | --------------------------------- | --------------------------------- | --------------------------------- | ------- |
| 1993  | 203 213                           | 17,95                             | 3e                                | 8 / 45  |
| 1998  | Membre de l'Alliance démocratique | Membre de l'Alliance démocratique | Membre de l'Alliance démocratique | 20 / 45 |
| 2003  | 31 212                            | 2,11                              | 6e                                | 1 / 45  |
| 2008  | 20 843                            | 1,19                              | 8e                                | 0 / 45  |
| 2013  | 78 460                            | 3,49                              | 7e                                | 1 / 45  |
| 2018  | 30 365                            | 1,29                              | 11e                               | 0 / 45  |
| 2023  | 148 505                           | 5,15                              | 4e                                | 2 / 45  |